# L'invincibile Ercole
L'invincibile Ercole (The Mighty Hercules) è una serie televisiva a cartoni animati canadese / americana prodotta nel 1963 da Adventure Cartoon Productions e Trans-Lux e basata sul personaggio mitologico di Ercole. L'eroe, che abita sul Monte Olimpo, scende in soccorso sulla terra ed acquista forza grazie ad un anello magico donatogli dal padre Giove. Viene spesso affiancato dal giovane centauro Newton e dalla bionda Elena. Alla fine di ogni impresa vola in cielo al grido di "Olimpooo".

## Personaggi
- Ercole
- Newton
- Elena
- Dedalus
- Dorian, il re di Calydon
- Tenebrus, il mago malvagio
- Invidia, la strega del mare
- Maschera di Vulcano

## Episodi

### Prima stagione
| Nº | Titolo originale                    | Titolo italiano |
| -- | ----------------------------------- | --------------- |
| 1  | Hercules Comes to Earth             |                 |
| 2  | Hercules vs                         |                 |
| 3  | Hercules and the Stolen Ring        |                 |
| 4  | Hercules and the Magic Arrows       |                 |
| 5  | Daedalus Kidnaps Helena             |                 |
| 6  | Theft of the Magic Seal             |                 |
| 7  | Double Trouble                      |                 |
| 8  | Hercules Rescues Timon              |                 |
| 9  | The Chair of Forgetfulness          |                 |
| 10 | The Strength Potion                 |                 |
| 11 | Hercules vs                         |                 |
| 12 | Pegasus Kidnapped                   |                 |
| 13 | The Invisible Potion                |                 |
| 14 | Medusa's Scepter                    |                 |
| 15 | Search for the Golden Apple         |                 |
| 16 | The Thieving Bird Hoard             |                 |
| 17 | Daedalus Becomes a Giant            |                 |
| 18 | The Stolen Treasure                 |                 |
| 19 | The Cure                            |                 |
| 20 | The Thunderbolt Disc                |                 |
| 21 | Sun Diamond of Helios               |                 |
| 22 | Hercules Lends a Hand               |                 |
| 23 | The Defiant Mask of Vulcan          |                 |
| 24 | The Golden Goblet                   |                 |
| 25 | The Lexas Lagoon                    |                 |
| 26 | Guarding of the Olympic Torch       |                 |
| 27 | Helena Cries Wolf                   |                 |
| 28 | Hercules Saves the Villagers        |                 |
| 29 | Hercules and the Magic Arrows       |                 |
| 30 | Hercules Battles the Krudes Beast   |                 |
| 31 | The Cave of Death                   |                 |
| 32 | Medusa's Sceptre                    |                 |
| 33 | The Bewitch Birds                   |                 |
| 34 | The Enchanted Pool                  |                 |
| 35 | The Endless Chasm                   |                 |
| 36 | Hercules Protects Helena and Newton |                 |
| 37 | Hercules Helps King Neptune         |                 |
| 38 | The Return of the Mask              |                 |
| 39 | Hercules Saves Helena               |                 |
| 40 | The Magnetic Stone                  |                 |
| 41 | The Magic Rod                       |                 |
| 42 | The Minotaur                        |                 |
| 43 | Hercules and the Eternal Sleep      |                 |

### Seconda stagione
| Nº | Titolo originale                          | Titolo italiano |
| -- | ----------------------------------------- | --------------- |
| 44 | The Clutching Clay Pool                   |                 |
| 45 | Princess Rhea                             |                 |
| 46 | The Valley of Whirlwinds                  |                 |
| 47 | The Wild Boar                             |                 |
| 48 | The Magic Belt of Hercules                |                 |
| 49 | The Errand of Mercy                       |                 |
| 50 | The Nemean Lion                           |                 |
| 51 | The Magician                              |                 |
| 52 | Dorian's Wreath                           |                 |
| 53 | The Unicorns                              |                 |
| 54 | Wilhelmine                                |                 |
| 55 | The Witch and the Magic Ring              |                 |
| 56 | Diomedes' Evil Plot                       |                 |
| 57 | Hercules' Unwanted Powers                 |                 |
| 58 | The Enchanted Wolf                        |                 |
| 59 | Hercules and His Two Rivals               |                 |
| 60 | Hercules Saves the King                   |                 |
| 61 | The Thracian Army                         |                 |
| 62 | The Gems of Venus                         |                 |
| 63 | The Golden Torch                          |                 |
| 64 | Hercules vs                               |                 |
| 65 | Hercules Saves the Kingdom                |                 |
| 66 | Kidnapped by Wilhelmine                   |                 |
| 67 | The Chameleon Creature                    |                 |
| 68 | Earthquake Valley                         |                 |
| 69 | Newton the Centaur                        |                 |
| 70 | Helena Kidnapped – Hercules to the Rescue |                 |
| 71 | Hercules and His Friends                  |                 |
| 72 | The Magic Sword                           |                 |
| 73 | Timon's Grandfather and Hercules          |                 |
| 74 | Hercules Loses His Memory                 |                 |
| 75 | The Hall of Justice                       |                 |
| 76 | The Cave of Callisto                      |                 |
| 77 | The Powerless Hercules                    |                 |
| 78 | Omar, the Sultan's Champion               |                 |
| 79 | Sandals of Electra                        |                 |
| 80 | The Sea Witch                             |                 |
| 81 | The Giant                                 |                 |
| 82 | Helena's Beauty                           |                 |
| 83 | The Island of the Miros Monster           |                 |
| 84 | Hercules and the Fireball                 |                 |
| 85 | Hercules Outwits the Magician             |                 |
| 86 | The Evil Weapon                           |                 |

### Terza stagione
| Nº  | Titolo originale                        | Titolo italiano |
| --- | --------------------------------------- | --------------- |
| 87  | The Giant Ruby                          |                 |
| 88  | The Owl Man                             |                 |
| 89  | The Chameleon Man                       |                 |
| 90  | Hercules Foils the Mask of Vulcan       |                 |
| 91  | The Exploding Diamond                   |                 |
| 92  | Hercules and the Sea Witch              |                 |
| 93  | The Magic Lamp                          |                 |
| 94  | The Owl-Man of Parnassus                |                 |
| 95  | The Eruption of Mount Sirius            |                 |
| 96  | The Deadly Gift                         |                 |
| 97  | The Thesian Thunderhorn                 |                 |
| 98  | The Dreaded Beast of Charon             |                 |
| 99  | Hercules, Newton, and the Evil Magician |                 |
| 100 | The Fiery Abyss                         |                 |
| 101 | The Giant Dragonfly                     |                 |
| 102 | Tewt's Magic Wand Trouble               |                 |
| 103 | The Wings of Mercury                    |                 |
| 104 | The Sea Beast                           |                 |
| 105 | Prometheus in Dire Danger               |                 |
| 106 | The Crafty Chameleon                    |                 |
| 107 | Kingdom Under the Glass Dome            |                 |
| 108 | The Fantus Beast                        |                 |
| 109 | The Lyssidian Locusts                   |                 |
| 110 | Hercules Saves Caledon                  |                 |
| 111 | Helena's Jinx                           |                 |
| 112 | The Sinister Statue                     |                 |
| 113 | Friend or Foe of Centaur                |                 |
| 114 | The Young Olympians                     |                 |
| 115 | The Feast of Calydon                    |                 |
| 116 | The Lava Flow                           |                 |
| 117 | The Dreaded Draught                     |                 |
| 118 | Underwater Battle                       |                 |
| 119 | The Sidian Illusion Stone               |                 |
| 120 | Timon to the Aid of Hercules            |                 |
| 121 | The Fiery Pits of Pyros                 |                 |
| 122 | The Clovis Creature                     |                 |
| 123 | The Valley of Storms                    |                 |
| 124 | The Centaur on Mischief Day             |                 |
| 125 | The Throne of Calydon                   |                 |
| 126 | Battle of the Magic Rings               |                 |
| 127 | Diomedes and His Warriors               |                 |
| 128 | King for a Day                          |                 |